# Xã Brainard, Quận Brown, South Dakota
Xã Brainard (tiếng Anh: Brainard Township) là một xã thuộc quận Brown, tiểu bang Nam Dakota, Hoa Kỳ. Năm 2010, dân số của xã này là 99 người.